# Vlag van Sankt Gallen

Vlag van Sankt Gallen

De vlag van Sankt Gallen is de vlag van het kanton Sankt Gallen in Zwitserland. De vlag bestaat uit een groen veld met in het midden een fasces. Deze fasces symboliseert dat eens rechters en hoge beambten in Sankt Gallen door lakeien werden begeleid met een bundel houten stokken die een bijl insluiten. Groen en wit zijn de kleuren van Sankt Gallen.